# Caz de molino

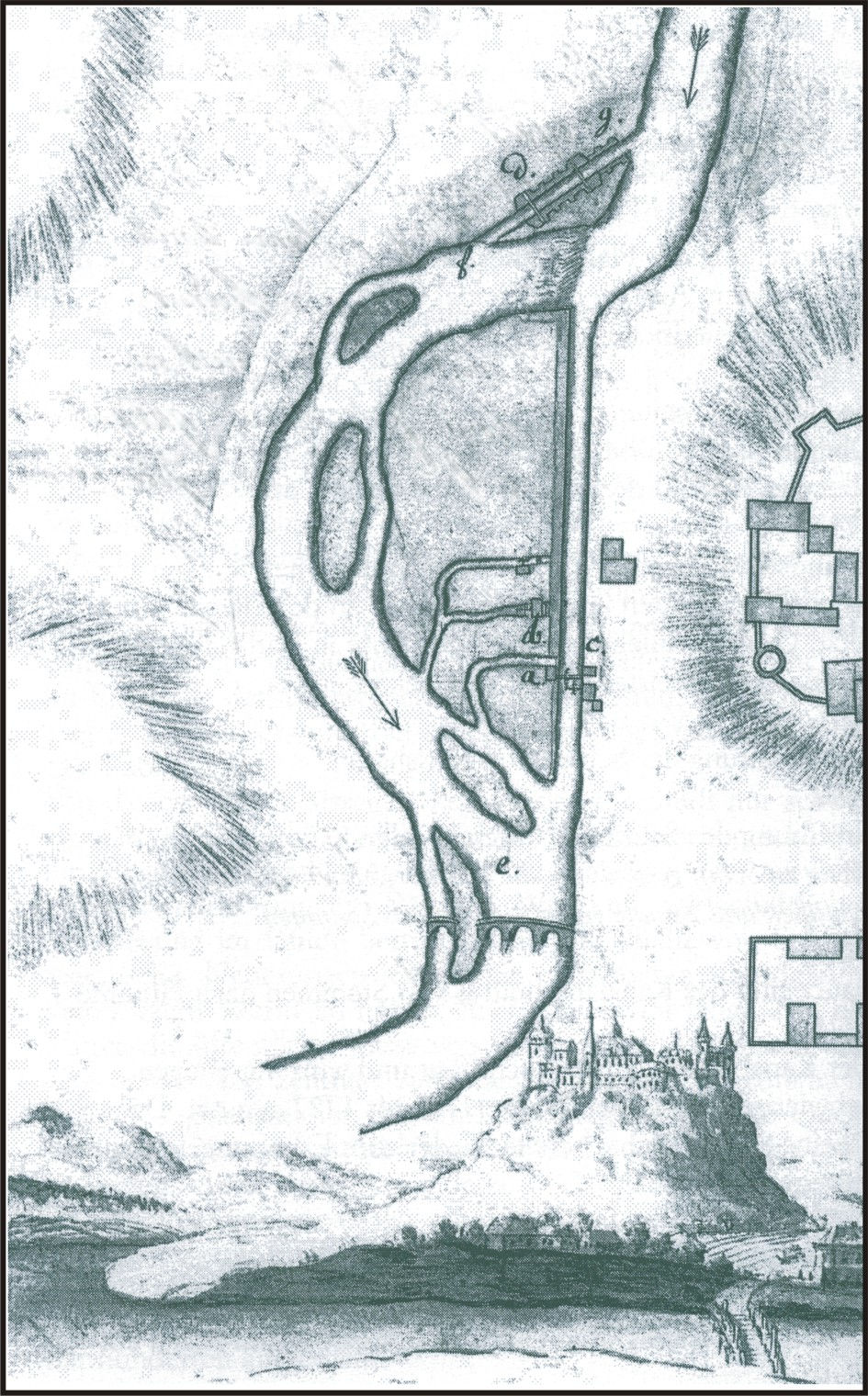
Molino del castillo de Trendelburg : Paralelo al curso natural del Diemel, se bifurcó a la derecha un caz de molino

Un caz de molino es un canal o caz creado para la operación de molinos de agua.
El caz normalmente se bifurca del curso natural de un curso de agua por encima del molino y suministra parte del agua al molino como agua de recarga.  Debajo del molino, el caz suele reunirse con el agua que lo alimenta. En raras ocasiones, todo el río en el área de un molino se endereza y regula hasta tal punto que se le llama canal de molino.
El caz del molino o canal del molino es siempre un cuerpo de agua canalizado creado artificialmente o al menos gestionado artificialmente; un "caz de molino" también puede ser un cuerpo de agua completamente natural (posiblemente provisto de una presa). Muchas corrientes de molino son corrientes completamente normales, se llaman así porque al menos un molino está ubicado en él.

## Propósito y construcción
Uno de los requisitos para el funcionamiento de un molino hidráulico es un flujo constante de agua y una cierta cantidad de agua. En los lechos de agua naturales, el volumen de agua, la pendiente y el caudal son a menudo insuficientes, por lo que cuando se construían molinos en siglos pasados, el agua tenía que ser canalizada a la rueda del molino en una zanja o un caz. Esto fue particularmente cierto para los molinos de rueda hidráulica. El caz del molino era necesario aquí para permitir que el agua cayera sobre la rueda del molino desde arriba. Por lo tanto, este tipo de molino hidráulico rara vez se encuentran directamente en un curso de agua natural. Los molinos de agua se encuentran en su mayoría en un caz de molino, ya que la posición elevada y su distancia del río los protegen de las inundaciones y la destrucción secundaria a este si se encontrase en el curso principal del río.
La longitud de un caz de molino puede variar desde unos pocos metros hasta varios kilómetros, pero el promedio es de unos pocos cientos de metros. Las características de la rueda hidráulica y la inclinación del cuerpo de agua son decisivas. A través de presas y esclusas al principio y al final de un caz de molino, el agua generalmente se puede drenar y desviar, de modo que la cantidad de agua a bombear se pueda regular con precisión. La posibilidad de drenar los caces es particularmente necesario en el caso de una bajo caudal, ya que estos caces tienden a acumular sedimentos y por lo tanto deben limpiarse regularmente.

## Hábitat de un caz de molino
Los caces muy edificados son normalmente relativamente pobres en especies.Aunque muchos individuos de una especie pueden vivir allí, la biodiversidad en sí suele ser baja. La razón es la falta de estructuras pronunciadas de soleras y bordes, que son inmensamente importantes para muchos microorganismos y peces que las usan como hábitat y para buscar comida. Por otro lado, los caces de molinos abandonados o construidos débilmente tienen una importancia ecológica creciente, ya que a menudo crean nuevos hábitats para muchos animales y plantas con propiedades que a menudo son diferentes a las del agua original.

## Galería

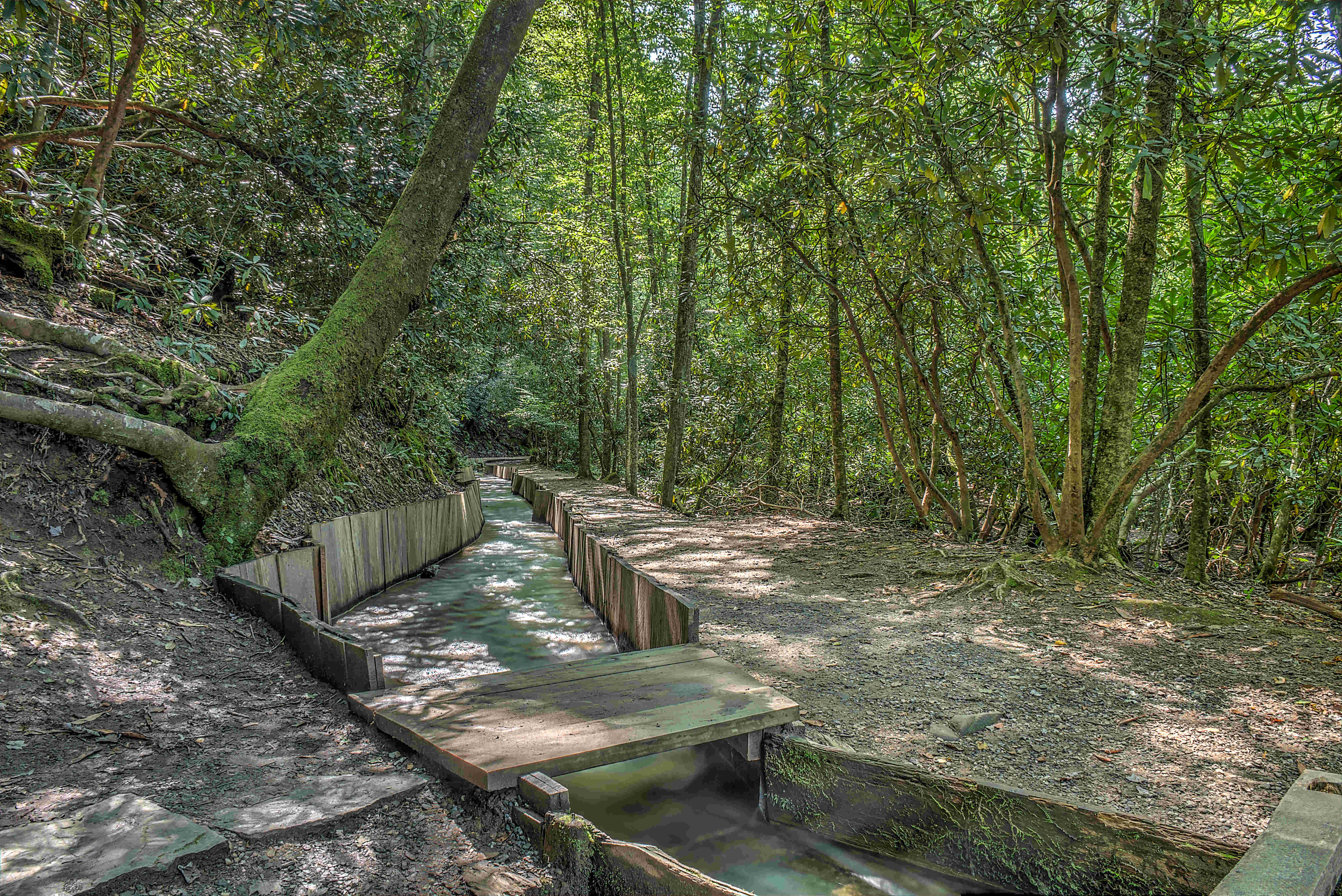
Caz de molino de Mingus
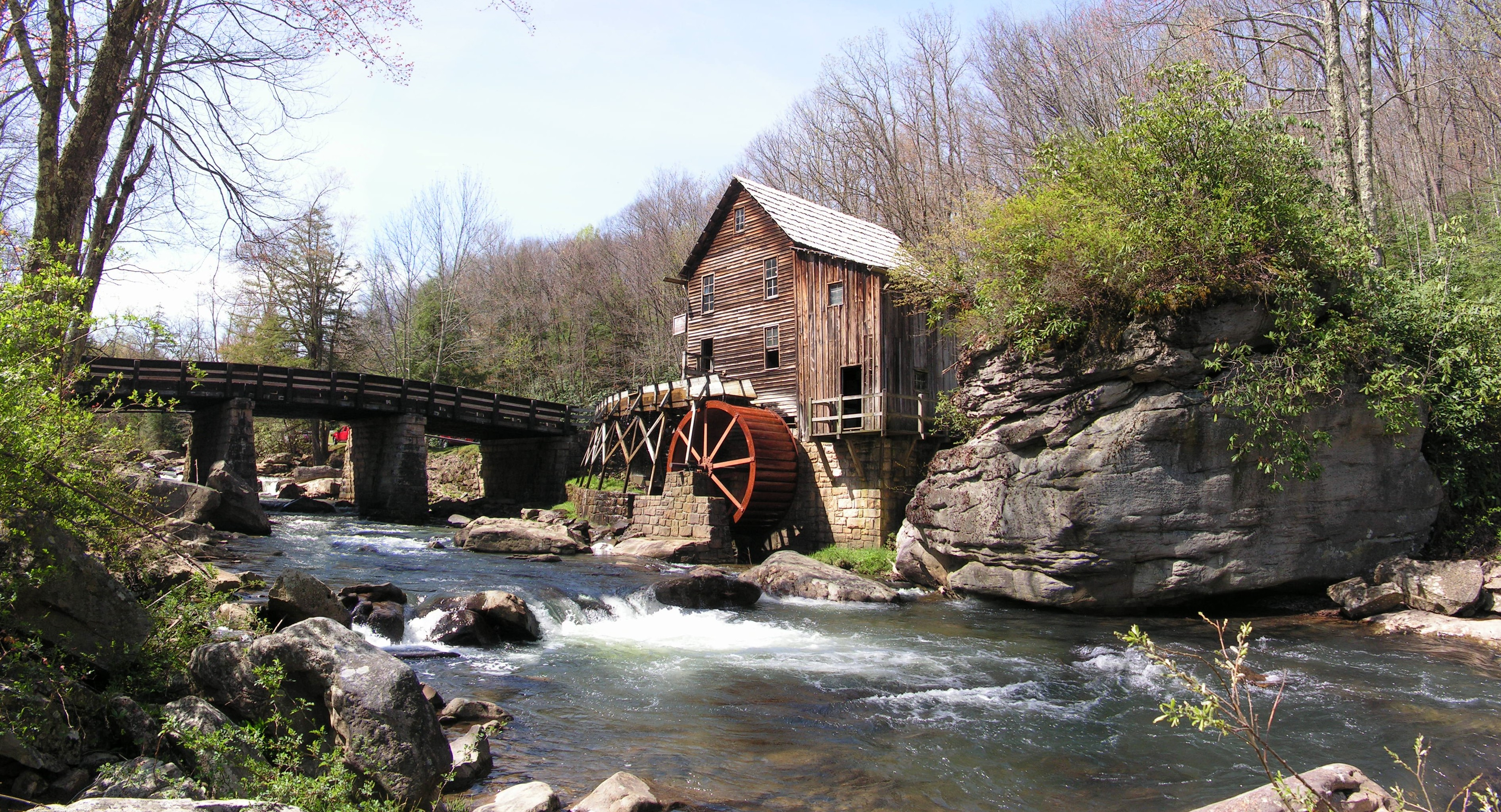
Caz de molino sobre pilotes en Virginia Occidental )
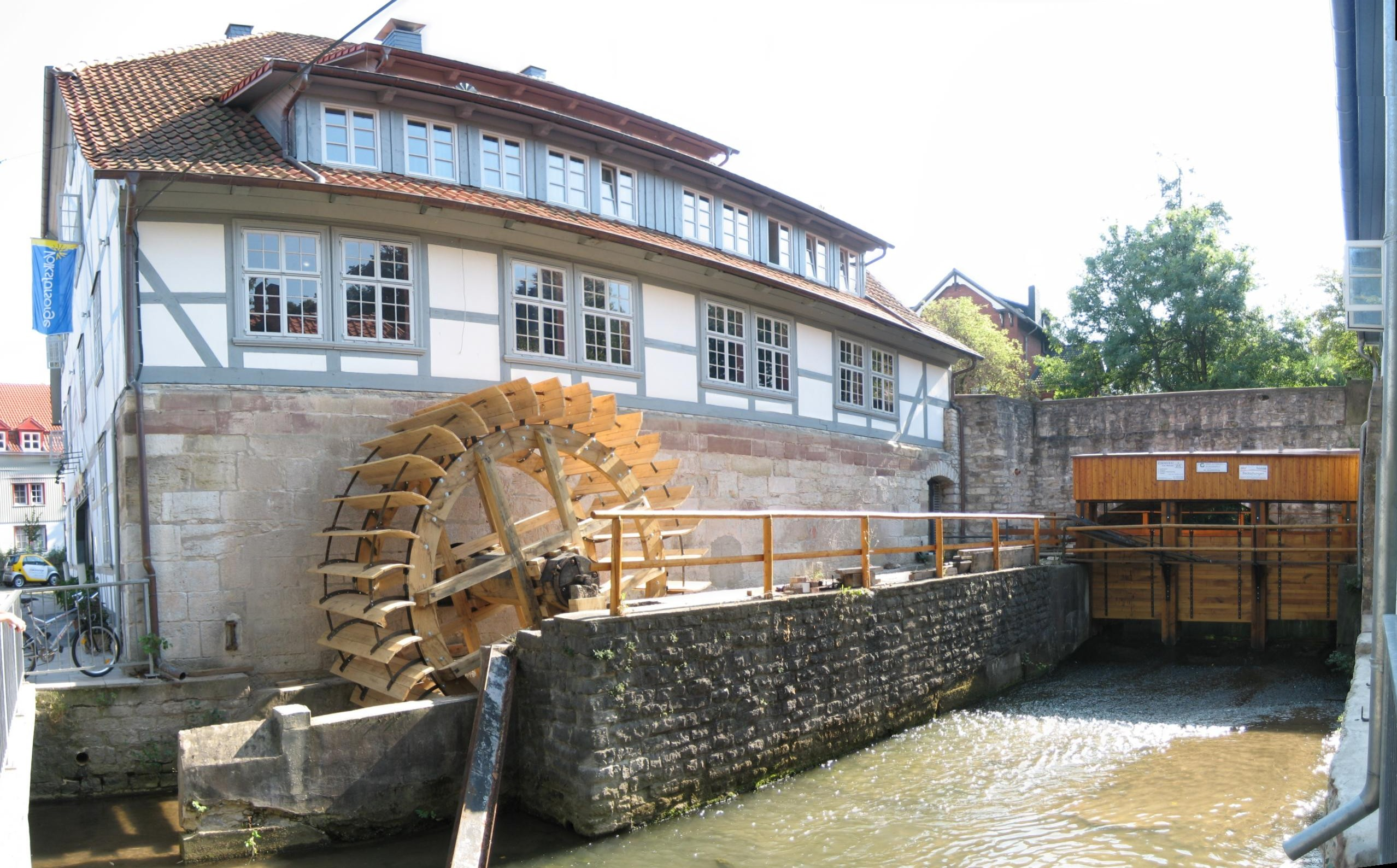
Caz de molino de ladrillos muy corto directamente en el edificio del molino en Odilienmühle, Goettingen
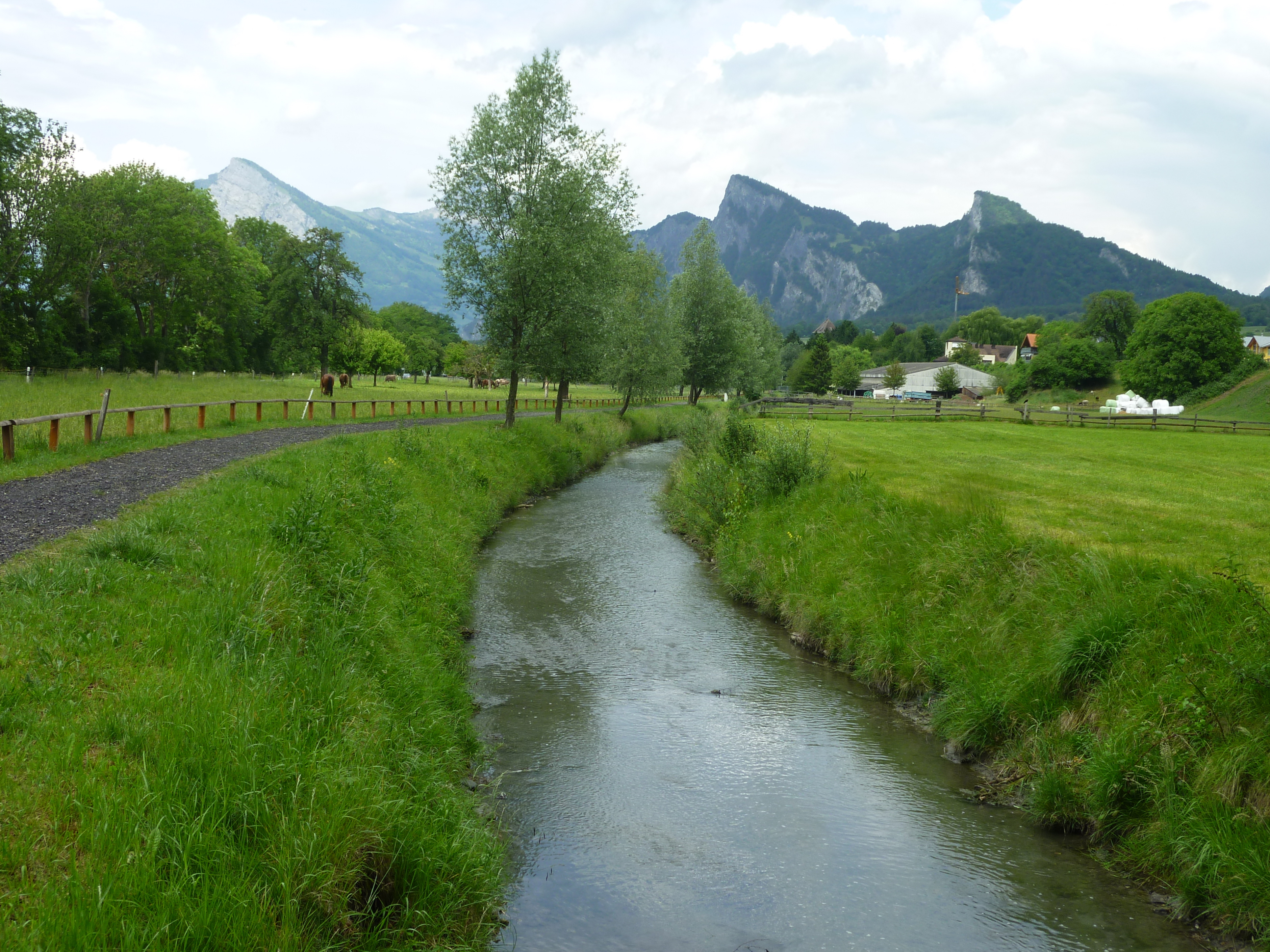
Caz de molino de unos 100 metros de largo (entre Maienfeld y Jenins